# Větrná hora
Větrná hora (littéralement en français La Montagne des vents), est un film tchécoslovaque réalisé par Jiří Sequens, sorti en 1955.

## Synopsis
Un bus amène douze ouvriers nouvellement engagés sur un site géologique appelé Větrná hora près de la frontière. Trois sont de jeunes mineurs et les autres sont des travailleurs à temps partiel. Avant d'arriver à destination, le bus tombe en panne et les passagers se dispersent dans les environs pendant les réparations. L'un d'eux se vante de bien connaître les lieux pour y avoir travaillé comme prisonnier pendant la guerre. Celui-ci, Rudolf Pecián, pourtant, ne revient pas dans le bus. Il est introuvable et les gardes-frontières ne sont pas intrigués, même par la lettre d'excuses qu'il envoie quelques jours plus tard. L'écriture ne concorde pas et l'affaire est confiée à la police. 
Des explosifs ont été perdus par le manutentionnaire Škvajn. Les jeunes mineurs Vojta, Ctirad et Antonín lui promettent qu'ils vont tenter de retrouver Pecián. En explorant les montagnes, ils trouvent un ancien tunnel et dans ce tunnel, le corps de Pecian. Dans une galerie, ils rencontrent Škvajn et d'autres collaborateurs d'un groupe d'anciens nazis revenus chercher des documents cachés pendant la guerre. Les hommes se retrouvent en danger de mort. Deux d'entre eux sont ligotés et entraînés dans un tunnel dans lequel sont placés des explosifs chronométrés. Il y a alors une fusillade entre vandales et gardes-frontières. L'un des saboteurs admet qu'ils ont tué Pecián pour qu'il ne révèle pas l'emplacement de l'ancien tunnel. Les gardes-frontières parviennent à sauver les ouvriers et à arrêter les vandales.

## Distribution
- Josef Vinklář (cs) : Antonín Homolka
- Stanislav Fišer (cs) : Ctirad Šantora
- Zdeněk Braunschläger (cs) : Vojta Dufek
- Rudolf Deyl Jr. : Karel Škvajn
- Rudolf Hrušínský : Alois Pohanka
- Miloš Kopecký :Melichar Hnátek
- Robert Vrchota : Ludvík Mikula
- Josef Kemr : František Ježek
- Eva Kubešová : Ivanka Bartáková
- Stella Zázvorková : Květa Vejvodová
- Marie Kyselková : Anička Šafránková
- Otto Lackovič : Rudolf Pecián
- Radovan Lukavský
- Jaroslav Mareš : un chauffeur
- Bohuš Záhorský : Renner
- Václav Voska : Terský
- Stanislav Neumann : Jonáš
- Miloš Vavruška : le lieutenant Plotek
- Oldřich Vykypěl : Jiřička
- Jiřina Steimarová : Jiřičková
- Lubomír Lipský : le sergent garde-friontière
- Ladislav Struna : un mineur
- Miroslav Svoboda : un mineur
- Josef Chvalina : le géologue en chef
- Jiří Smutný : un géologue
- Karel Kocourek
- Vladimír Linka